# قلعه جعبر
قلعه جعبر (عربی: قلعة جعبر) یک قلعه باستانی واقع در استان رقه، سوریه است.
این مجموعه که قبلاً در بالای دره فرات واقع شده بود اکنون در جزیره‌ای در سمت چپ دریاچه اسد است که تنها توسط یک جاده مصنوعی قابل دسترسی است. اگرچه تپه‌ای که قلعه در آن قرار دارد احتمالاً در قرن هفتم نیز تقویت شده بود، سازه‌های فعلی عمدتاً کار نورالدین زنگی است که قلعه را از ۱۱۶۸ به بعد بازسازی کرد.
از سال ۱۹۶۵ چندین کاوش در قلعه و اطراف آن انجام شده و همچنین آثار بازسازی دیوارها و برج‌ها مشهود است. این قلعه بین سالهای ۱۹۲۱ و ۱۹۷۳ در مالکیت و محاصره دولت ترکیه بود و در سال ۱۹۷۳ (که در آن زمان قلعه به جزئی از سرزمین سوریه تبدیل شد) با انتقال آرامگاه سلیمان شاه به مکان جدید، به حاکمیت سوریه واگذار شد.
در برخی فرهنگ لغات فارسی آمده‌است که این قلعه در کنار رود فرات و نزدیک محل صفین است که جنگ بین علی بن ابیطالب و معاویه در آنجا رخ داد و ابتدا این قلعه به «دوسار» شهرت داشت و چون شخصی به نام جعبربن مالک بر آن تسلط یافت به نام او موسوم شد.